# Matthias Wipf

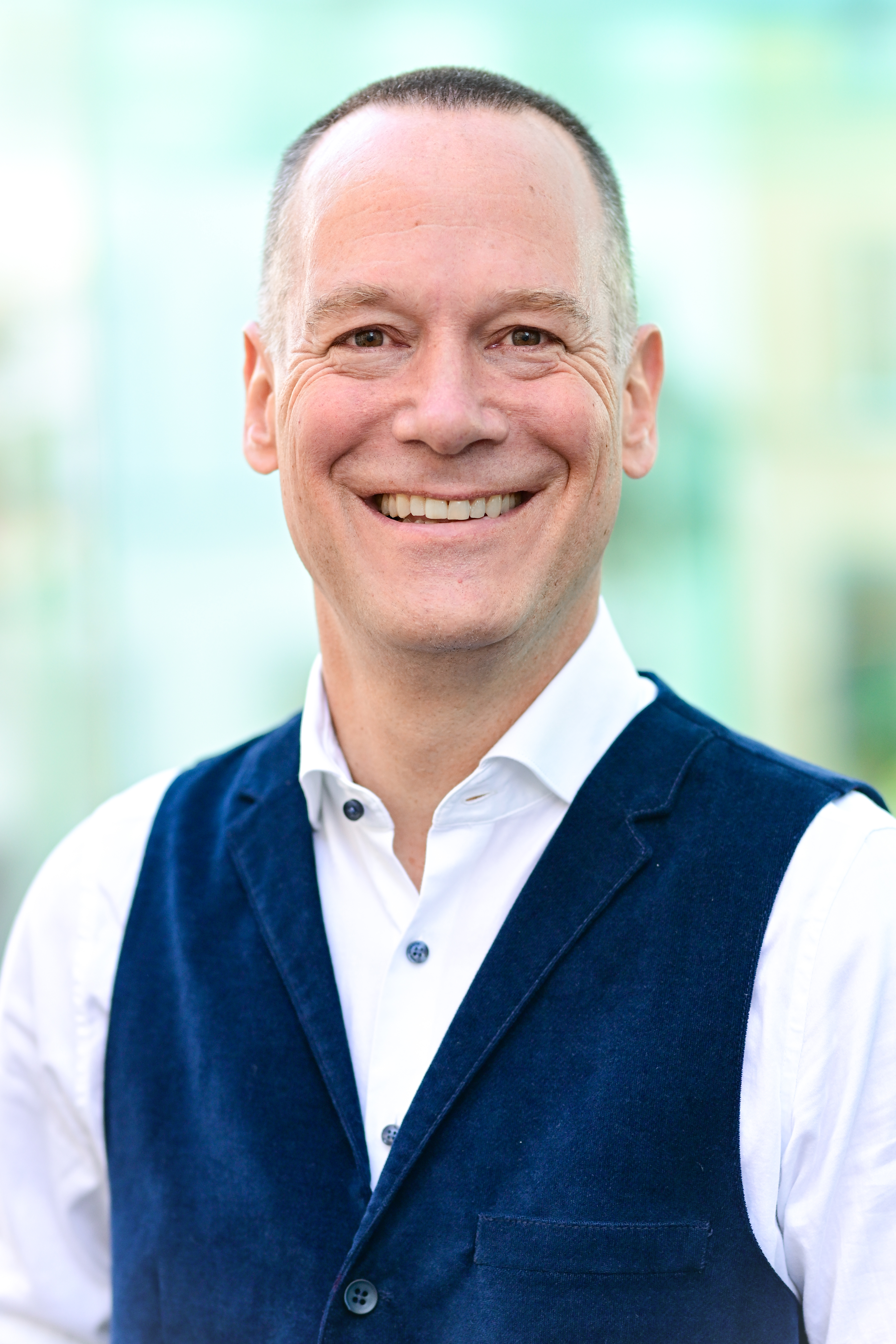
Matthias Wipf (2024)

Matthias Wipf (* 19. Juni 1972 in Schaffhausen) ist ein Schweizer Historiker, Publizist und Moderator. Er ist Autor zahlreicher historischer Sachbücher, Biographien oder Geschichten von Unternehmen, Verbänden und Gemeinden.

## Leben
Matthias Wipf studierte Zeitgeschichte, Politologie und Publizistik an den Universitäten Bern und Fribourg und schloss mit der Promotion ab. Seine Dissertation befasst sich mit der Bedrohungslage der Schweiz im Zweiten Weltkrieg, insbesondere mit der Evakuation der Zivilbevölkerung einerseits sowie der Banken und von Kulturgütern anderseits.

## Beruf
Seine berufliche Laufbahn brachte Matthias Wipf in verschiedene leitende Funktionen im Bereich Kommunikation und Events (u. a. Axel Springer Schweiz und Stiftung Pro Juventute). Seit 2016 ist er Inhaber einer Kommunikationsagentur, die sich mit Strategischer Kommunikationsberatung, Moderationen von Diskussionsrunden und Talks sowie dem Verfassen von Jubiläumsbüchern, Biographien und weiterer historischen Publikationen befasst. Er bedient sich dabei der Methode der Public History. Daneben ist er auch regelmässig als Journalist für Zeitungen und für das Lokal-TV Tele D tätig.
In seiner wissenschaftlichen Tätigkeit befasst sich Matthias Wipf insbesondere mit der Geschichte der Schweiz im Zweiten Weltkrieg. Er publizierte mehrere viel beachtete Studien, so zur irrtümlichen Bombardierung von Schaffhausen und von Stein am Rhein, die heute als Standardwerke gelten.
Matthias Wipf ist Mitglied des Zentralvorstandes der staatsbürgerlichen Vereinigung Neue Helvetische Gesellschaft Schweiz.

## Veröffentlichungen (Auswahl)
- Bedrohte Grenzregion. Chronos-Verlag, Zürich 2018 (3. Aufl., ISBN 978-3-0340-0729-0).

- Die Bombardierung von Schaffhausen – ein tragischer Irrtum. Meier Buchverlag, Schaffhausen 2019 (3. Aufl., ISBN 978-3-85801-257-9).

- «Als wäre es gestern gewesen!» Vatter & Vatter, Bern 2022 (ISBN 978-3-033-08962-4).

- Als der Krieg zu Ende war. Norderstedt 2011 (ISBN 978-3-8423-4829-5).